# Submergence
Pour plus de détails, voir Fiche technique et Distribution.
Submergence est un film américano-germano-franco-espagnol réalisé par Wim Wenders, sorti en 2017.

## Synopsis
Dans une pièce sans fenêtres, sur la côte orientale de l'Afrique, un Britannique, James More, est retenu prisonnier par des combattants djihadistes. À des milliers de kilomètres de là, en mer du Groenland, la scientifique Danielle Flinders se prépare à plonger dans un submersible. Chacun dans leur confinement, ils se remémorent le Noël précédent, où une rencontre fortuite sur une plage en France, près de Dieppe, leur a permis de vivre une romance intense.

## Fiche technique
Sauf indication contraire, les informations mentionnées dans cette section peuvent être confirmées par la base de données cinématographiques IMDb,  présente dans la section « Liens externes ».
- Titre original : Submergence
- Réalisation : Wim Wenders
- Scénario : Erin Dignam, d'après le roman Submergence de Jonathan Ledgard (en)
- Direction artistique : Virginie Hernvann, Florian Müller, Andreas Olshausen
- Décors : Iris Baumüller, Deborah Chambers
- Costumes : Bina Daigeler
- Son : Florian Holzner
- Musique : Fernando Velázquez
- Production : Jean-Baptiste Babin, Andrew Banks, Robert Ogden Barnum, David Beal, Stephen Bowen, Karsten Brünig, etc.
- Sociétés de production : Backup Films, Green Hummingbird Entertainment, Lila 9th Productions, Morena Films, Neue Road Movies, PalmStar Media, Umediaet Waterstone Entertainment
- Société de distribution : Mars Distribution (France), Lionsgate (Royaume-Uni)
- Budget : 15 000 000 $
- Pays d'origine :  États-Unis,  France,  Espagne,  Allemagne
- Langue originale : anglais
- Format : couleur
- Genre : thriller romantique
- Durée : 112 minutes
- Dates de sortie[1] :
  -  Canada : 10 septembre 2017 (festival international du film de Toronto 2017)
  -  États-Unis : 13 avril 2018
  -  France : 28 février 2019[2]

## Distribution
- James McAvoy : James More

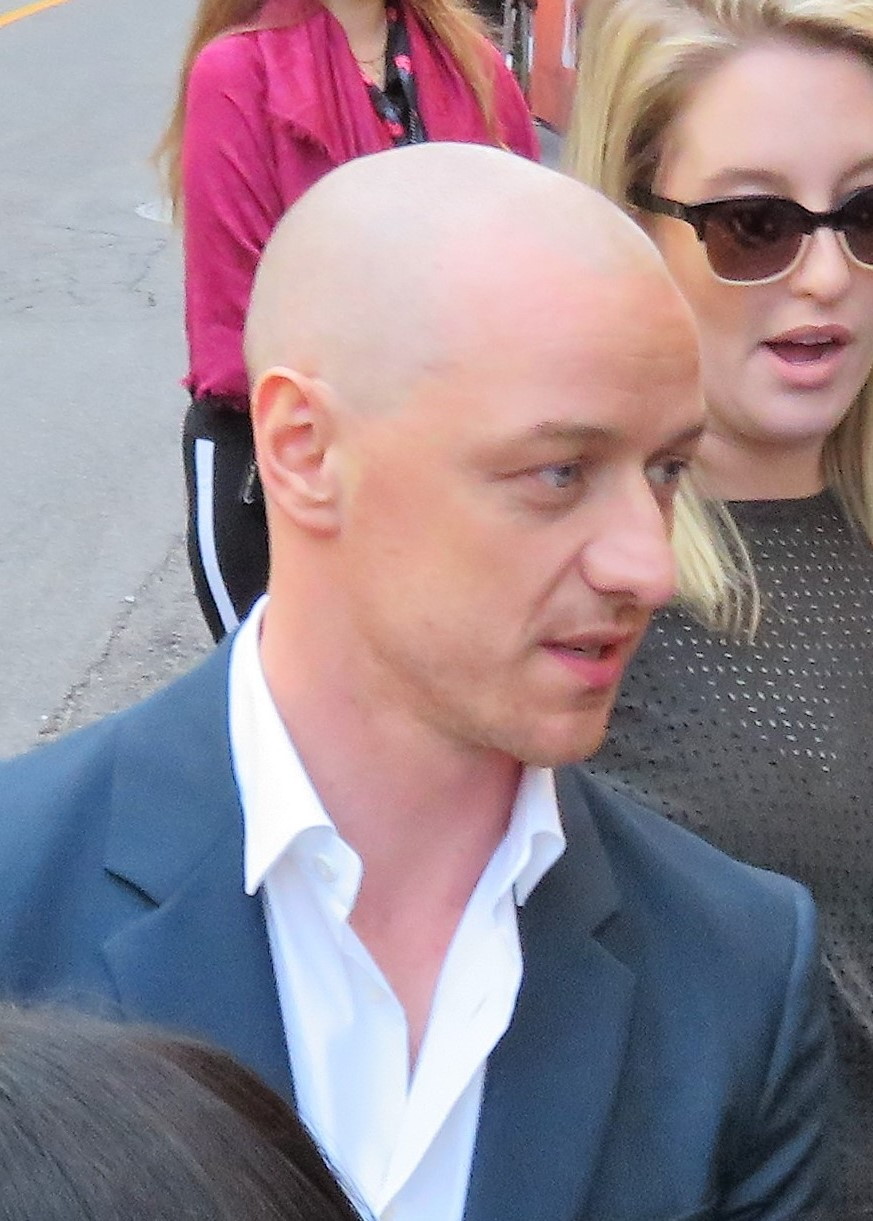
L'acteur principal James McAvoy à la première du film au festival international du film de Toronto 2017.

- Alicia Vikander : Danielle Flinders
- Alexander Siddig : Dr. Shadid
- Celyn Jones : Thumbs
- Reda Kateb : Saif
- Mohamed Hakeem : Yusef M-Al-Afghani
- Julien Bouanich : Jonas
- Loïc Corbery : Étienne
- Thibaut Evrard : René
- Harvey Friedman : Bob
- Jess Liaudin : Marcel
- Alex Hafner : M. Bellhop
- Audrey Quoturi : Annie
- Godehard Giese : Wolfgang
- Clémentine Baert : Beatrice
- Florent Paumier : Serveur

## Autour du film
Le film a été tourné :
- En Seine-Maritime (Bois des Moutiers à Varengeville-sur-Mer, Sainte-Marguerite-sur-Mer et à Dieppe)[3]

## Nominations
- Festival international du film de Saint-Sébastien 2017 : meilleur film pour Wim Wenders[4].